# Sao Mai 2015
Sao Mai 2015 là năm thi thứ mười của cuộc thi âm nhạc Liên hoan tiếng hát truyền hình toàn quốc hay gọi tắt là giải Sao Mai. Cuộc thi đã được diễn ra từ ngày 10 tháng 4 đến ngày 15 tháng 8 năm 2015, và được truyền hình trực tiếp những đêm thi Chung kết Khu vực (trừ Châu Âu) và Chung kết Toàn quốc. Cứ 2 năm 1 lần, chương trình tuyển chọn những giọng ca xuất sắc, triển vọng của 3 dòng nhạc Thính phòng cổ điển, Dân gian đương đại và Nhạc nhẹ để giới thiệu cho công chúng yêu nhạc. Tiếp nối thành công ở Sao Mai 2013, năm nay BTC tiếp tục tuyển chọn thí sinh xuất sắc ở 4 khu vực Miền Bắc, Trung, Nam và Châu Âu để tham dự vào vòng Chung kết Toàn quốc.

## Vòng sơ khảo
Từ ngày 10 tháng 4 đến ngày 20 tháng 5, các thí sinh gửi hồ sơ đăng ký dự thi tại đài phát thanh – truyền hình địa phương nơi cư trú, sau đó BTC từng địa phương (trừ Hà Nội, TPHCM và Châu Âu) lựa chọn tối đa 3 hồ sơ xuất sắc gửi đi dự thi vòng sơ khảo theo khu vực, từ đó tiếp tục lựa chọn những đại diện ưu tú cho khu vực dự thi vòng chung kết toàn quốc. Số thí sinh ở Hà Nội và TPHCM có thể thay đổi dựa theo số lượng đăng ký mỗi năm.
Riêng khu vực châu Âu, vì khoảng cách địa lý của các thí sinh, BTC đã đến và trực tiếp tuyển chọn thí sinh tại 4 thành phố: Praha (3 tháng 6), Leipzig (6 tháng 6), Budapest (9 tháng 6) và Moskva (12 tháng 6). Các thí sinh đang sinh sống, học tập và làm việc tại các quốc gia lân cận có thể chọn 1 trong 4 thành phố này để đăng ký dự thi, sau đó BTC đã chọn ra những giọng ca xuất sắc dự thi vòng chung kết khu vực tại Praha.

## Vòng chung kết khu vực
Chú giải về màu sắc, kiểu chữ
     – Thí sinh đại diện cho khu vực dự thi vòng chung kết toàn quốc
     – Thí sinh dự thi phong cách Thính Phòng
     – Thí sinh dự thi phong cách Dân Gian
     – Thí sinh dự thi phong cách Nhạc Nhẹ
     – Không rõ phong cách
Thí sinh in nghiêng là thí sinh bị loại khỏi đêm chung kết khu vực
Thí sinh in đậm là những thí sinh có số điểm cao nhất của từng dòng nhạc và là những đại diện đầu tiên của khu vực dự thi vòng chung kết toàn quốc
Thí sinh in đậm nghiêng là những thí sinh được BTC chọn sau để đại diện cho khu vực dự thi vòng chung kết toàn quốc, sau khi cả ba vòng chung kết khu vực (trừ Châu Âu) kết thúc

### Khu vực Miền Nam
Địa điểm: Nhạc viện Thành phố Hồ Chí Minh

#### Ê-kíp chương trình
- Nhà báo Đoàn Minh Tuấn, Phó GĐ Trung tâm Truyền hình Việt Nam tại TPHCM, Trưởng ban tổ chức Sao Mai 2015 khu vực Miền Nam
- Ban giám khảo:
  - Thiếu tướng – Nhạc sĩ Đức Trịnh, Hiệu trưởng Trường Đại học Văn hóa - Nghệ thuật Quân đội, Phó chủ tịch Hội Nhạc sĩ Việt Nam, Trưởng BGK
  - Nhạc sĩ Nguyễn Ngọc Thiện, Ủy viên BCH Hội Nhạc sĩ Việt Nam, thành viên BGK
  - NSƯT – Ca sĩ Tạ Minh Tâm, Phó GĐ Nhạc viện Thành phố Hồ Chí Minh, thành viên BGK
  - NSƯT Ngọc Lan, Phó Chủ nhiệm khoa Thanh Nhạc Học viện Âm nhạc Quốc gia Việt Nam, thành viên BGK
  - Nhạc sĩ Ngọc Châu, Hội viên Hội Nhạc sĩ Việt Nam, thành viên BGK
- Nhạc sĩ Minh Mẫn và ban nhạc
- Dẫn chương trình: Thùy Linh – Hồng Phúc

#### Các thí sinh
| SBD | Thí sinh              | Năm sinh | Địa phương | Ghi chú (Tính đến thời điểm diễn ra cuộc thi)    |
| --- | --------------------- | -------- | ---------- | ------------------------------------------------ |
| 01  | Phạm Trung Kiên       | 1992     | TPHCM      | Đã tham gia Sao Mai 2013 nhưng không thể vào sâu |
| 02  | Điểu Nhơn             | 1990     | Kiên Giang |                                                  |
| 05  | Bùi Chính Hưng        | 1992     | TPHCM      |                                                  |
| 06  | Trần Trọng Nghĩa      | 1990     | TPHCM      |                                                  |
| 08  | Nguyễn Vũ Ngọc Quỳnh  | 1992     | TPHCM      |                                                  |
| 10  | Hà Thế Dũng           | 1990     | TPHCM      |                                                  |
| 11  | Nguyễn Thị Thùy Trang | 1990     | TPHCM      |                                                  |
| 12  | Nguyễn Thị Thiên Phú  | 1991     | TPHCM      |                                                  |
| 14  | Đoàn Tuấn             | 1992     | TPHCM      |                                                  |
| 15  | Triệu Bích Ngọc       | 1997     | Bình Phước |                                                  |
| 16  | Nguyễn Thị Trúc Linh  | 1989     | TPHCM      |                                                  |
| 17  | Bùi Thị Thúy          | 1993     | TPHCM      |                                                  |
| 18  | Trần Thiện Nhân       | 1993     | TPHCM      |                                                  |
| 19  | Trương Phan Yên Nhiên | 1990     | TPHCM      |                                                  |
| 22  | Lâm Trần Thuận        | 1990     | Cần Thơ    | Đã tham gia Sao Mai 2013 nhưng không thể vào sâu |
| N/A | Lê Thị Thu Hiền       | 1995     | TPHCM      |                                                  |
| N/A | Nguyễn Tiến Nhật Linh | 1994     | Bình Phước |                                                  |
| N/A | Vũ Minh Trí           | 1990     | TPHCM      |                                                  |
| N/A | Lê Hoàng Vũ           | 1990     | TPHCM      |                                                  |
| N/A | Hoàng Thị Yến         | 1989     | TPHCM      |                                                  |

#### Đêm bán kết khu vực
Thời gian: 11 tháng 6 năm năm 2015
22 thí sinh cùng tranh tài ở cả ba dòng nhạc Thính phòng, Dân gian và Nhạc nhẹ trong 1 đêm bán kết khu vực. Sau đó, BTC chọn ra 15 thí sinh vào đêm chung kết khu vực đã diễn ra vào ngày 13 tháng 6 năm 2015.
| STT | Thí sinh              | Bài hát (tác giả) | Phong cách  |
| --- | --------------------- | --- | ----------- |
| 1   | Hà Thế Dũng           | "Son" (Đức Nghĩa) "Đông" (Vũ Cát Tường)                                                                                           | Nhạc Nhẹ    |
| 2   | Lê Thị Thu Hiền       | "Sông Ơi Đừng Chảy" (Nguyễn Vĩnh Tiến) "Cô Dân Quân Làng Đỏ" (Nguyễn Tài Tuệ)                                                     | Dân Gian    |
| 3   | Bùi Chính Hưng        | "Chới Với Tôi Ru Tôi" (Hồ Hoài Anh) "Về Nghe Gió Kể" (Hoàng Anh Minh)                                                             | Nhạc Nhẹ    |
| 4   | Nguyễn Thị Trúc Linh  | "Trên Đỉnh Phù Vân" (Phó Đức Phương) "Ông Tôi" (Nguyễn Vĩnh Tiến)                                                                 | Dân Gian    |
| 5   | Trần Trọng Nghĩa      | "Ôi Quê Tôi" (Lê Minh Sơn) "Cảm ơn Mùa Thu" (Thanh Tùng)                                                                          | Nhạc Nhẹ    |
| 6   | Trần Thiện Nhân       | "Vô Cực" (KOP Band) "Niềm Tin Cho Cát Bụi" (Bức Tường)                                                                            | Nhạc Nhẹ    |
| 7   | Trương Phan Yên Nhiên | "Lời ru" (Nhạc: Lê Minh – Thơ: Hoàng Hạnh) "Hết Giận Rồi Thương" (Tiến Dũng – Hoàng Lương)                                        | Dân Gian    |
| 8   | Nguyễn Thị Thiên Phú  | "Trên Đỉnh Trường Sơn Ta Hát" (Huy Du) "Giấc Mơ Mùa Lá" (Trần Mạnh Hùng)                                                          | Thính Phòng |
| 9   | Nguyễn Vũ Ngọc Quỳnh  | "Thu Cạn" (Giáng Son) "Có Đôi Khi" (Lã Văn Cường)                                                                                 | Nhạc Nhẹ    |
| 10  | Bùi Thị Thúy          | "Đừng Ví Em Là Biển" (Nhạc: Trần Thanh Tùng – Thơ: Minh Thiện) "Ví Giận Thương" (Dân ca Nghệ Tĩnh – Cải biên: Nguyễn Trung Phong) | Dân Gian    |
| 11  | Nguyễn Thị Thùy Trang | "Trăng Khuyết" (Huy Thục) "Giọt Sương Bay Lên" (Nguyễn Vĩnh Tiến)                                                                 | Dân Gian    |
| 12  | Vũ Minh Trí           | "Bài Ca Chiến Thắng" (Trần Kiết Tường) "Khúc Tráng Ca Biển" (Vũ Thiết)                                                            | Thính Phòng |
| 13  | Đoàn Tuấn             | "Chưa Bao Giờ" (Việt Anh) "Hoàng Hôn Tháng 8" (Phạm Toàn Thắng)                                                                   | Nhạc Nhẹ    |
| 14  | Lê Hoàng Vũ           | "Độc Thoại" (Quốc Bảo) "Đôi Giày Lười" (Đỗ Bảo)                                                                                   | Nhạc Nhẹ    |
| 15  | Hoàng Thị Yến         | "Người Ơi Hãy Về" (Tuấn Phương) "Tình Làng Quê" (An Thuyên)                                                                       | Dân Gian    |
| 16  | Phạm Trung Kiên       | "Dáng Đứng Việt Nam" (Nhạc: Nguyễn Chí Vũ – Thơ: Lê Anh Xuân) "À Í A" (Lê Minh Sơn)                                               | Thính Phòng |
| 17  | Triệu Bích Ngọc       | "Thu Cạn" (Giáng Son) "Tóc Hát" (Võ Thiện Thanh)                                                                                  | Nhạc Nhẹ    |
| 18  | Nguyễn Tiến Nhật Linh | "Quê Xa" (Mai Vinh) "Về Nghe Gió Kể" (Hoàng Anh Minh)                                                                             | Nhạc Nhẹ    |
| 19  | Hứa Trung Duy         | "Chưa Bao Giờ" (Tiên Tiên) "Yêu Thương Mong Manh" (Đức Trí)                                                                       | Nhạc Nhẹ    |
| 20  | Điểu Nhơn             | "Đôi Chân Trần" (Y Phôn K'Sor) "Dáng Đứng Việt Nam" (Nhạc: Nguyễn Chí Vũ – Thơ: Lê Anh Xuân)                                      | Nhạc Nhẹ    |
| 21  | Lâm Trần Thuận        | (Thiếu dữ liệu) | Thính Phòng |

#### Đêm chung kết khu vực
Thời gian: 13 tháng 6 năm năm 2015
Hát mở màn
"Ngôi Sao Ngày Mới"
Sáng tác: Từ Huy
Trình bày: Mỹ Lệ
Trình diễn đặc biệt cuối chương trình
"Quạt Giấy"
Sáng tác: Lưu Thiên Hương
Trình bày: Minh Trang LyLy
"Lời ru Âu Lạc"
Sáng tác: Nguyễn Minh Sơn
Trình bày: Lotus Band
| STT | Thí sinh              | Bài hát (tác giả)                                               | Phong cách  |
| --- | --------------------- | --------------------------------------------------------------- | ----------- |
| 1   | Lâm Trần Thuận        | "Vang Mãi Bản Tình Ca" (Trọng Bằng)                             | Thính Phòng |
| 2   | Nguyễn Thị Thiên Phú  | "Chào Anh Giải Phóng Quân, Chào Mùa Xuân Đại Thắng" (Hoàng Vân) | Thính Phòng |
| 3   | Phạm Trung Kiên       | "Áo Mùa Đông" (Đỗ Nhuận)                                        | Thính Phòng |
| 4   | Nguyễn Thị Thùy Trang | "Cung Đàn Thúy Kiều" (Ngọc Thịnh)                               | Dân Gian    |
| 5   | Bùi Thị Thúy          | "Một Khúc Tâm Tình Của Người Hà Tĩnh" (Nguyễn Văn Tý)           | Dân Gian    |
| 6   | Nguyễn Thị Trúc Linh  | "Không Thể Và Có Thể" (Phó Đức Phương)                          | Dân Gian    |
| 7   | Trương Phan Yên Nhiên | "Nhớ Về Hội Lim" (Trung Đức)                                    | Dân Gian    |
| 8   | Trần Trọng Nghĩa      | "Bức Thư Tình Đầu Tiên" (Đỗ Bảo)                                | Nhạc Nhẹ    |
| 9   | Hà Thế Dũng           | "Thu Cạn" (Giáng Son)                                           | Nhạc Nhẹ    |
| 10  | Trần Thiện Nhân       | "Thời Gian" (Phạm Anh Khoa)                                     | Nhạc Nhẹ    |
| 11  | Đoàn Tuấn             | "Trót Yêu" (Ái Phương)                                          | Nhạc Nhẹ    |
| 12  | Nguyễn Vũ Ngọc Quỳnh  | "Cơn Mưa Mùa Đông" (Hồ Hoài Anh)                                | Nhạc Nhẹ    |
| 13  | Triệu Bích Ngọc       | "Về Ăn Cơm" (Sa Huỳnh)                                          | Nhạc Nhẹ    |
| 14  | Bùi Chính Hưng        | "Nhìn Lại" (Thành Thịnh)                                        | Nhạc Nhẹ    |
| 15  | Điểu Nhơn             | "Đi Tìm Lời ru Nữ Thần Mặt Trời" (Y Phôn K'Sor)                 | Nhạc Nhẹ    |

### Khu vực Miền Trung – Tây Nguyên
Địa điểm: Trung tâm Văn hóa Tỉnh Đắk Lắk, thành phố Buôn Ma Thuột, Đắk Lắk

#### Ê-kíp chương trình
- Phạm Việt Tiến, Phó TGĐ Đài Truyền hình Việt Nam, Trưởng ban tổ chức Sao Mai Toàn quốc 2015
- Đặng Xuân Thu, GĐ Trung tâm Truyền hình Việt Nam tại Thành phố Đà Nẵng, Trưởng ban tổ chức Sao Mai 2015 khu vực Miền Trung – Tây Nguyên
- Ban giám khảo:
  - Nhạc sĩ Tuấn Phương, Phó Trưởng ban Văn nghệ Đài Truyền hình Việt Nam, Phó Trưởng BTC Sao Mai 2015, Trưởng BGK
  - Nhạc sĩ Mạnh Trí, thành viên BGK
  - Nhạc sĩ Giáng Son, thành viên BGK
  - Ca sĩ Thanh Trà, thành viên BGK
  - Ca sĩ Phương Thảo, Giải Ba Phong cách Dân gian và Giải Khán giả yêu thích nhất Sao Mai 2003, thành viên BGK
- Ban nhạc Sao Mai
- Dẫn chương trình: Trần Long – Miên Thảo

#### Các thí sinh
| SBD | Thí sinh           | Năm sinh | Địa phương | Ghi chú (Tính đến thời điểm diễn ra cuộc thi)                    |
| --- | ------------------ | -------- | ---------- | ---------------------------------------------------------------- |
| 05  | Bùi Thị Cẩm Huyền  |          | Nghệ An    |                                                                  |
| 08  | Trần Thị Bích Ngọc |          | Quảng Trị  | Đã tham gia Sao Mai 2011 và Sao Mai 2013 nhưng không thể vào sâu |
| 10  | Hoàng Thị Lan Anh  |          | Quảng Bình |                                                                  |
| 14  | Trần Bá Duy        |          | Bình Định  |                                                                  |
| 15  | Trần Duy Đạt       |          | Đà Nẵng    |                                                                  |
| 16  | Hoàng Thị Thủy     |          | Thanh Hóa  |                                                                  |
| 22  | Nguyễn Thị Liên    |          | Thanh Hóa  |                                                                  |
| 23  | Dương Linh Tuyết   |          | Hà Tĩnh    |                                                                  |
| 24  | Y Jalin Ayun       |          | Đắk Lắk    | Top 16 Thần tượng âm nhạc: Vietnam Idol (mùa 3)                  |
| 25  | Trần Hữu Tuấn      |          | Thanh Hóa  | Giải Khuyến khích cuộc thi Giọng hát hay Hà Nội 2014             |
| 26  | Hoàng Anh Tuấn     |          | Gia Lai    |                                                                  |
| 29  | Huỳnh Vũ Nhân      |          | Quảng Nam  |                                                                  |
| 31  | Trần Thị Bạch Trà  |          | Huế        |                                                                  |
| 33  | Đậu Thanh Tài      |          | Nghệ An    |                                                                  |
| 38  | Hoàng Thị Ái Linh  |          | Quảng Bình |                                                                  |
| 41  | Trần Thị Thùy Dung |          | Nghệ An    |                                                                  |

#### Đêm bán kết khu vực
Thời gian: 16 tháng 6 – 18 tháng 6 năm năm 2015
40 thí sinh cùng tranh tài trong 3 đêm bán kết khu vực, trong đó có 17 thí sinh thi Nhạc nhẹ, 14 thí sinh thi dòng Dân gian và 9 thí sinh thi thể loại Thính phòng. Sau đó, BTC chọn ra 16 thí sinh vào đêm chung kết khu vực đã diễn ra vào ngày 20 tháng 6 năm 2015.

#### Đêm chung kết khu vực
Thời gian: 20 tháng 6 năm năm 2015
Hát mở màn
"Yêu Sao Đắk Lắk Hôm Nay"
Sáng tác: Đức Hùng
Trình bày: Đoàn ca múa dân tộc Đắk Lắk
Trình diễn đặc biệt cuối chương trình
"Đi Tìm Lời ru Nữ Thần Mặt Trời"
Sáng tác: Y Phôn K'Sor
Trình bày: Y Phôn, Y Joel, Y Cel
| STT | Thí sinh           | Bài hát (tác giả)                                      | Phong cách  |
| --- | ------------------ | ------------------------------------------------------ | ----------- |
| 1   | Trần Hữu Tuấn      | "Giã Bạn Đêm Trăng" (Nguyễn Việt Bình)                 | Dân Gian    |
| 2   | Trần Thị Bạch Trà  | "Bến Đợi" (Nhạc: Thuận Yến – Thơ: Hồ Ngọc Chương)      | Dân Gian    |
| 3   | Dương Linh Tuyết   | "Xa Khơi" (Nguyễn Tài Tuệ)                             | Dân Gian    |
| 4   | Đậu Thanh Tài      | "Tình Làng Quê" (An Thuyên)                            | Dân Gian    |
| 5   | Hoàng Thị Ái Linh  | "Mơ Quê" (Nguyễn Tài Tuệ)                              | Dân Gian    |
| 6   | Trần Bá Duy        | "Quê Nhà" (Trần Tiến)                                  | Dân Gian    |
| 7   | Trần Thị Thùy Dung | "Đêm Ả Đào" (Phú Quang)                                | Dân Gian    |
| 8   | Trần Thị Bích Ngọc | "Tình Ca Suối Hát" (Hoàng Thành)                       | Thính Phòng |
| 9   | Bùi Thị Cẩm Huyền  | "Người Châu Yên Em Bắn Máy Bay" (Trọng Loan)           | Thính Phòng |
| 10  | Hoàng Thị Lan Anh  | "Chim PongKle" (Nhật Lai)                              | Thính Phòng |
| 11  | Trần Duy Đạt       | "Nắng Chờ" (Hoàng Anh Minh)                            | Nhạc Nhẹ    |
| 12  | Hoàng Thị Thủy     | "Cỏ Và Mưa" (Giáng Son)                                | Nhạc Nhẹ    |
| 13  | Hoàng Anh Tuấn     | "Góc Tối" (Nguyễn Hải Phong)                           | Nhạc Nhẹ    |
| 14  | Huỳnh Vũ Nhân      | "Chưa Bao Giờ" (Việt Anh)                              | Nhạc Nhẹ    |
| 15  | Nguyễn Thị Liên    | "Khúc Hát Người Đàn Bà Mông" (Minh Quang)              | Nhạc Nhẹ    |
| 16  | Y Jalin Ayun       | "Xôn Xang Mênh Mang Cao Nguyên Đắk Lắk" (Nguyễn Cường) | Nhạc Nhẹ    |

### Khu vực Miền Bắc
Địa điểm: Trường quay ngoài trời Đài Truyền hình Việt Nam, Hà Nội

#### Ê-kíp chương trình
- Ban giám khảo:
  - Thiếu tướng – Nhạc sĩ Đức Trịnh, Hiệu trưởng Trường Đại học Văn hóa - Nghệ thuật Quân đội, Phó chủ tịch Hội Nhạc sĩ Việt Nam, Trưởng BGK
  - Nhạc sĩ Tuấn Phương, Phó Trưởng ban Văn nghệ Đài Truyền hình Việt Nam, Phó Trưởng BTC Sao Mai 2015, thành viên BGK
  - Ca sĩ Phương Nga, Quán quân Phong cách Thính phòng Sao Mai 2001, Phó Trưởng Khoa Thanh nhạc Học viện Âm nhạc Quốc gia Việt Nam, thành viên BGK
  - Ca sĩ Phương Thảo, Giải Ba Phong cách Dân gian và Giải Khán giả yêu thích nhất Sao Mai 2003, thành viên BGK
  - Ca sĩ Nguyễn Ngọc Anh, Giải Nhì Phong cách Nhạc nhẹ Sao Mai 2005, thành viên BGK
- Ban nhạc Background
- Dẫn chương trình: Mỹ Lan – Thùy Linh

#### Các thí sinh
| SBD | Thí sinh              | Năm sinh | Địa phương  | Ghi chú (Tính đến thời điểm diễn ra cuộc thi) |
| --- | --------------------- | -------- | ----------- | --- |
| 04  | Hoàng Đức Long        |          |             | |
| 06  | Phạm Thị Vân Anh      | 1989     | Sơn La      | |
| 07  | Trần Ngọc Lâm         | 1990     | Yên Bái     | Đã Tốt nghiệp Khoa Thanh nhạc Trường Đại học Sư phạm Nghệ thuật Trung ương và Học viện Âm nhạc Quốc gia Việt Nam |
| 09  | Hoàng Thị Hồng Ngọc   | 1992     | Hà Nội      | Thí sinh Sao Mai điểm hẹn 2014 (Bị loại ở Liveshow 4) |
| 12  | Lê Kim Long           | 1990     | Vĩnh Phúc   | |
| 18  | Lại Thị Hương Ly      | 1993     | Hà Nam      | |
| 19  | Lê Vũ Bình            | 1992     | Hà Nội      | Thí sinh Sao Mai điểm hẹn 2014 (Bị loại ở Liveshow 4) |
| 20  | Nguyễn Anh Phong      | 1989     | Hà Nội      | Thí sinh Sao Mai điểm hẹn 2014 (Bị loại ở Liveshow 4) |
| 21  | Nguyễn Thị Sông Thao  | 1990     | Hà Nội      | Sinh viên Trường Đại học Sư phạm Nghệ thuật Trung ương Giải Ba cuộc thi Giọng hát hay Hà Nội 2014 |
| 24  | Nguyễn Thị Thu Hằng   | 1995     | Hà Nội      | Sinh viên Khoa Thanh nhạc Học viện Âm nhạc Quốc gia Việt Nam |
| 29  | Trần Minh Hoàng       |          |             | |
| 30  | Nguyễn Tiến Hưng      | 1992     | Hải Dương   | Sinh viên Trường Cao đẳng Nghệ thuật Hà Nội Ca sĩ của Đoàn ca múa Nghệ thuật Đương đại Việt Nam Từng lọt vào Chung kết khu vực Miền Bắc Sao Mai 2011 và Sao Mai 2013 Giải nhất cuộc thi Giọng hát hay Hà Nội 2014 |
| 31  | Giàng Thị Hoa         | 1989     | Hà Nội      | Đã Tốt nghiệp Trường Đại học Văn hóa - Nghệ thuật Quân đội |
| 35  | Đặng Hoàng Long       |          | Thái Bình   | |
| 37  | Nguyễn Thị Hồng Duyên | 1992     | Thái Bình   | Đặc cách từ Giải Triển vọng Sao Mai 2013 |
| 40  | Phạm Thanh Sơn        |          | Lạng Sơn    | |
| 42  | Bùi Thị Liên          | 1992     | Hà Nội      | |
| 45  | Hoàng Thị Thanh Thảo  |          |             | |
| 46  | Nguyễn Thị Thủy       | 1993     | Quảng Ninh  | Sinh viên Trường Đại học Văn hóa - Nghệ thuật Quân đội Giải Nhất Hội thi Giọng hát hay trên sóng Phát thanh Truyền hình Quảng Ninh năm 2015, đại diện đơn vị Quảng Ninh được đặc cách vào vòng chung kết khu vực Sao Mai năm nay |
| 48  | Lê Quang Ước          | 1990     | Hải Phòng   | Giải Nhất Hội thi Giọng hát hay trên sóng Phát thanh Truyền hình Quảng Ninh năm 2013 Từng lọt vào Chung kết khu vực Miền Bắc Sao Mai 2013 (đặc cách từ Giải Nhất Hội thi Giọng hát hay trên sóng PT-TH Quảng Ninh năm 2013) Giải Nhất Hội thi Giọng hát hay trên sóng PT-TH Hải Phòng năm 2015, đại diện đơn vị Hải Phòng (thay vì là Quảng Ninh năm 2013) được đặc cách vào vòng chung kết khu vực Sao Mai năm nay |
| 50  | Bùi Duy Ngọc          | 1993     | Hải Phòng   | Thành viên của nhóm nhạc The Wings. |
| 51  | Lê Thị Dung           | 1993     | Thái Nguyên | |
| 52  | Mai Thị Diệu Ly       | 1991     | Bắc Giang   | Sinh viên Học viện Âm nhạc Quốc gia Việt Nam Giải Nhất Nhạc Nhẹ cuộc thi Tiếng hát Truyền hình Hưng Yên 2009, từ đó tham gia Sao Mai 2009 nhưng không được vào sâu |
| 53  | Thế Tùng Lâm          | 1989     | Bắc Ninh    | |
| 54  | Lê Hồng Phi           | 1994     | Bắc Ninh    | Sinh viên Trường Đại học Văn hóa - Nghệ thuật Quân đội Top 4 cuộc thi Giọng hát hay Hà Nội 2014 |

#### Đêm bán kết khu vực
Thời gian: 20 tháng 6 – 25 tháng 6 năm năm 2015
56 thí sinh cùng tranh tài ở cả ba dòng nhạc Thính phòng, Dân gian và Nhạc nhẹ trong 3 đêm bán kết khu vực. Sau đó, BTC chọn ra 19 thí sinh vào đêm chung kết khu vực đã diễn ra vào ngày 20 tháng 6 năm 2015. Ngoài ra, thí sinh Nguyễn Thị Hồng Duyên (SBD 37) được Đặc cách từ Giải Triển vọng Sao Mai 2013 và không phải tham gia vòng bán kết khu vực. Vì vậy, tổng số thí sinh dự thi đêm chung kết khu vực Miền Bắc là 20.

#### Đêm chung kết khu vực
Thời gian: 27 tháng 6 năm năm 2015
Hát mở màn
"Ngôi Sao Ngày Mới"
Sáng tác: Từ Huy
Trình bày: Tốp ca Sao Mai, Tốp múa Nhà hát Nghệ thuật Đương đại Việt Nam
Trình diễn đặc biệt cuối chương trình
"Khát Khao Tôi" & "Trái Tim Âm nhạc"
Sáng tác: Dương Cầm – Bảo Lan
Trình bày: Hoàng Tùng, Tuấn Anh, Lê Anh Dũng, Đào Tố Loan (cùng đạt Quán quân Thính phòng Sao Mai các năm 2003, 2005, 2007, 2011) và Tốp múa Nhà hát Nghệ thuật Đương đại Việt Nam
Cuối đêm thi này, BTC không công bố thí sinh nào được điểm cao nhất ở mỗi dòng nhạc như 2 khu vực trước mà chỉ thông báo danh sách chung những thí sinh của 3 khu vực được vào vòng Chung kết Toàn quốc.
| STT | Thí sinh              | Bài hát (tác giả)                                                          | Phong cách  |
| --- | --------------------- | -------------------------------------------------------------------------- | ----------- |
| 1   | Phạm Thị Vân Anh      | "Miền Xa Thẳm" (Đức Trịnh)                                                 | Thính phòng |
| 2   | Lê Thị Dung           | "Cánh Chim Báo Tin Vui" (Đàm Thanh)                                        | Thính phòng |
| 3   | Lê Kim Long           | "Tìm Em" (Trần Hoàn)                                                       | Thính phòng |
| 4   | Giàng Thị Hoa         | "Ở Rừng Nhớ Anh" (An Thuyên)                                               | Thính phòng |
| 5   | Nguyễn Tiến Hưng      | "Gió Lộng Bốn Phương" (Trần Mạnh Hùng)                                     | Thính phòng |
| 6   | Thế Tùng Lâm          | "Hoa Mộc Miên" (Huy Du)                                                    | Thính phòng |
| 7   | Lê Quang Ước          | "Người Là Niềm Tin Tất Thắng" (Chu Minh)                                   | Thính phòng |
| 8   | Lại Thị Hương Ly      | "Giọt Sương Bay Lên" (Nguyễn Vĩnh Tiến)                                    | Dân gian    |
| 9   | Nguyễn Thị Sông Thao  | "Bến Sông Xưa" (Tuấn Phương)                                               | Dân gian    |
| 10  | Nguyễn Thị Thu Hằng   | "Tiếng Việt" (Nhạc: Nguyễn Lê Tâm – Thơ: Lưu Quang Vũ)                     | Dân gian    |
| 11  | Nguyễn Thị Hồng Duyên | "Nhớ Quê" (Tuấn Phương)                                                    | Dân gian    |
| 12  | Nguyễn Thị Thủy       | "Giữa Mạc Tư Khoa Nghe Câu Hò Ví Dặm" (Nhạc: Trần Hoàn – Thơ: Đỗ Quý Doãn) | Dân gian    |
| 13  | Bùi Thị Liên          | "Sông Đợi" (Nguyễn Việt Bình)                                              | Dân gian    |
| 14  | Lê Vũ Bình            | "Dệt Tầm Gai" (Nhạc: Ngọc Đại – Thơ: Vi Thùy Linh)                         | Nhạc nhẹ    |
| 15  | Hoàng Thị Hồng Ngọc   | "Em Vẫn Muốn Yêu Anh" (Phương Uyên)                                        | Nhạc nhẹ    |
| 16  | Nguyễn Anh Phong      | "Đường Về Xa Xôi" (Thanh Bùi)                                              | Nhạc nhẹ    |
| 17  | Bùi Duy Ngọc          | "Đôi Chân Trần" (Y Phôn K'Sor)                                             | Nhạc nhẹ    |
| 18  | Trần Ngọc Lâm         | "Có Đôi Khi" (Trần Nhật Hà)                                                | Nhạc nhẹ    |
| 19  | Mai Thị Diệu Ly       | "Không Thể Và Có Thể" (Phó Đức Phương)                                     | Nhạc nhẹ    |
| 20  | Lê Hồng Phi           | "Linh Hồn Và Thể Xác" (Nguyễn Hải Phong)                                   | Nhạc nhẹ    |

### Khu vực Châu Âu
Địa điểm: Hội trường Đông Đô, Trung tâm Thương mại Sapa, Praha, Cộng hòa Séc
Hát mở màn mỗi đêm thi
"Ngôi Sao Ngày Mới"
Sáng tác: Từ Huy
Trình bày: Thí sinh Sao Mai 2015 khu vực Châu Âu
Tất cả phần dự thi của các thí sinh vòng Chung kết Khu vực Châu Âu được ghi hình toàn bộ, sau đó đã được phát sóng lại trên kênh VTV2.

#### Ê-kíp chương trình
- Trương Mạnh Sơn, Đại sứ Đặc mệnh Toàn quyền nước Cộng hòa Xã hội chủ nghĩa Việt Nam tại Cộng hòa Séc
- Hoàng Đình Thắng, Chủ tịch Trung ương Hội người Việt Nam tại Cộng hòa Séc
- Phạm Gia Hậu, Phó Chủ tịch Thường trực Hội Văn hóa Nghệ thuật Việt Nam tại Cộng hòa Séc, Trưởng đại diện BTC Sao Mai 2015 Khu vực Châu Âu
- Ban giám khảo:
  - Nhạc sĩ Tuấn Phương, Phó Trưởng ban Văn nghệ Đài Truyền hình Việt Nam, Phó Trưởng BTC Sao Mai 2015, Trưởng BTC Sao Mai 2015 Khu vực Châu Âu, Trưởng BGK
  - Nhạc sĩ – NSƯT Quang Vinh, GĐ Nhà hát Ca múa nhạc Việt Nam, thành viên BGK
  - Ca sĩ – NSƯT Thanh Lam, thành viên BGK
  - Ca sĩ Anh Thơ, thành viên BGK
  - Ca sĩ Trọng Tấn, thành viên BGK
- Hội đồng bình luận tại trường quay của Đài Truyền hình Việt Nam:
  - Dẫn chương trình: Thùy Linh (Liveshow 1, 3, CK), Danh Tùng (Liveshow 2, 3, CK)
  - Thượng tá – NGƯT – Nhạc sĩ Xuân Thủy, Phó Hiệu trưởng Trường Đại học Văn hóa - Nghệ thuật Quân đội (Liveshow 1, 2, 3)
  - Nhà báo Ngô Bá Lục (Liveshow 1, 2, 3, CK)
  - Ca sĩ Phương Thảo, Giải Ba Phong cách Dân gian và Giải Khán giả yêu thích nhất Sao Mai 2003 (Liveshow 2, 3)
  - Đại tá – NSƯT Hà Thủy (CK), Cựu Phó Chủ nhiệm Khoa Thanh nhạc Trường Đại học Văn hóa - Nghệ thuật Quân đội
  - Nhạc sĩ Giáng Son (CK)
- Dẫn chương trình: Mỹ Lan – Thế Anh (Cựu thí sinh Sao Mai 2013 khu vực Châu Âu)

#### Các thí sinh
| SBD    | SBD    | Thí sinh               | Năm sinh | Địa phương | Ghi chú (Tính đến thời điểm diễn ra cuộc thi) |
| Đêm BK | Đêm CK | Thí sinh               | Năm sinh | Địa phương | Ghi chú (Tính đến thời điểm diễn ra cuộc thi) |
| ------ | ------ | ---------------------- | -------- | ---------- | --- |
| 01     | 29     | Lê Văn Đạt             | 1993     | Séc        | Top 64 Thần tượng âm nhạc: Vietnam Idol (mùa 5) Giải Nhất Tiếng hát Cộng đồng 2014 tại Séc |
| 02     | 20     | Ngô Hương Diệp         | 1984     | România    | Cựu Sinh viên Học viện Âm nhạc Quốc gia Việt Nam Đang học Thạc sĩ Thanh nhạc tại Bucharest |
| 03     | 33     | Nguyễn Bảo Yến         | 1990     | Nga        | Cựu Sinh viên ưu tú Học viện Âm nhạc Quốc gia Việt Nam Sinh viên Nhạc viện Urals (Urals Mussorgsky State Conservatoire) tại thành phố Yekaterinburg Giải Nhì trong Cuộc thi Thanh nhạc Quốc tế 2014 diễn ra tại Thành phố Perm', Nga do Bộ Văn Hóa Nga tổ chức |
| 04     | —      | Phạm Hà My             | 1991     | Séc        | Học sinh Trung cấp Nhạc viện Quốc tế Praha |
| 05     | 31     | Nguyễn Thị Thanh Hương | 1996     | Séc        | Sinh ra tại Đức nhưng sống tại Séc Đã Tốt nghiệp Trung cấp Kinh tế Tài chính tại Séc |
| 06     | 26     | Nguyễn Đức Tiến        |          | Séc        | Đã từng tham gia Sao Mai 2013 nhưng không thể vào sâu |
| 07     | 28     | Lê Tuấn Anh (Anna Lee) | 1992     | Séc        | Đã Tốt nghiệp Trường Quản trị Kinh doanh tại Séc |
| 08     | —      | Phạm Phương Ngân       | 1994     | Pháp       | Đã Tốt nghiệp Chuyên ngành Hóa Trang tại Học viện Kỹ thuật Trang điểm Paris (Makeup Art Academy Paris) |
| 09     | —      | Trần Quốc Khánh        | 1992     | Ukraina    | |
| 10     | 22     | Nguyễn Minh Ngọc       | 1991     | Séc        | Đang làm Giám đốc Điều hành một Công ty Thực phẩm tại Séc |
| 11     | —      | Chyong Mai Chang       | 1994     | Ukraina    | |
| 12     | —      | Phạm Văn An            | 1991     | Nga        | Sinh viên Trường Y khoa Quốc gia Nga (Russian National Research Medical University) |
| 13     | 23     | Mai Đình Sơn           | 1992     | Séc        | Đang làm việc tại một siêu thị trong Trung tâm Thương mại Sapa, Praha |
| 14     | 25     | Nguyễn Thị Phương      | 1991     | Nga        | Sinh viên Nhạc viện Kazan (Kazan Conservatory) tại thành phố Kazan |
| 15     | —      | Phùng Quang Hưng       |          | Séc        | |
| 16     | —      | Đoàn Phạm Diệu Châu    | 1990     | Pháp       | Sinh viên tại Marseille |
| 17     | 24     | Jean Hari Arthurr      | 1995     | Đức        | |
| 18     | 30     | Trần Nguyễn Minh Đức   | 1987     | Ý          | Kiến trúc sư tại Milano |
| 19     | 21     | Nguyễn Thị Tuyết       | 1983     | Séc        | Đang làm công việc kinh doanh tại Praha Đã từng tham gia Sao Mai 2001 và Sao Mai 2003 nhưng không thể vào sâu |
| 20     | 27     | Nguyễn Khắc Hòa        |          | Nga        | Sinh viên năm 1 khoa Thanh nhạc Đại học Văn hóa Nghệ thuật Moskva (Moscow State Art and Cultural University) |
| 21     | 32     | Đặng Thị Thu Trang     | 1992     | Ukraina    | Đã Tốt nghiệp Đại học Y khoa Kharkiv (Kharkiv National Medical University) |

#### Đêm bán kết khu vực
Thời gian: 11 tháng 7 năm năm 2015

##### Liveshow 1
Phát sóng: 24 tháng 7 năm năm 2015
| STT | Thí sinh               | Bài hát (tác giả)                                                                         | Phong cách  |
| --- | ---------------------- | ----------------------------------------------------------------------------------------- | ----------- |
| 1   | Lê Văn Đạt             | "Khát Khao Tôi" (Dương Cầm) "Người Em Đã Yêu" (Thành Vương)                               | Nhạc Nhẹ    |
| 2   | Ngô Hương Diệp         | "Người Lái Đò Trên Sông Pô Kô" (Cẩm Phong) "Giấc Mơ Mùa Lá" (Trần Mạnh Hùng)              | Thính Phòng |
| 3   | Nguyễn Bảo Yến         | "Mẹ Yêu Con" (Nguyễn Văn Tý) "Nhớ Anh Giải Phóng Quân" (Lư Nhất Vũ)                       | Thính Phòng |
| 4   | Phạm Hà My             | "Trên Đỉnh Trường Sơn Ta Hát" (Huy Du) "Tiếng Sáo" (Nhạc: Phạm Minh Tuấn – Thơ: Lê Giang) | Thính Phòng |
| 5   | Nguyễn Thị Thanh Hương | "Anh" (Xuân Phương) "Tự Nguyện" (Nhạc: Trương Quốc Khánh – Thơ: Tố Hữu)                   | Nhạc Nhẹ    |
| 6   | Nguyễn Đức Tiến        | "Đôi Chân Trần" (Y Phôn K'Sor) "Bài Ca Trên Đồi" (Mạnh Trí)                               | Nhạc Nhẹ    |
| 7   | Lê Tuấn Anh (Anna Lee) | "Như Chưa Bắt Đầu" (Đức Trí) "Hoang mang" (Võ Hoài Phúc)                                  | Nhạc Nhẹ    |

##### Liveshow 2
Phát sóng: 31 tháng 7 năm năm 2015
| STT | Thí sinh          | Bài hát (tác giả)                                                               | Phong cách  |
| --- | ----------------- | ------------------------------------------------------------------------------- | ----------- |
| 1   | Phạm Phương Ngân  | "Một Trái Tim Một Quê Hương" (Phạm Trọng Cầu) "Giấc Mơ Trưa" (Giáng Son)        | Nhạc Nhẹ    |
| 2   | Trần Quốc Khánh   | "Cô Đơn" (Nguyễn Ánh 9) "Góc Tối" (Nguyễn Hải Phong)                            | Nhạc Nhẹ    |
| 3   | Nguyễn Minh Ngọc  | "Điều Giản Dị" (Phú Quang) "Khát Vọng" (Phạm Minh Tuấn)                         | Thính Phòng |
| 4   | Chyong Mai Chang  | "Chờ Người Nơi Ấy" (Huy Tuấn & Hà Quang Minh) "Chiều Đông Matxcova" (Phú Quang) | Nhạc Nhẹ    |
| 5   | Phạm Văn An       | "Còn Ta Với Nồng Nàn" (Quốc Bảo) "Đông" (Vũ Cát Tường)                          | Nhạc Nhẹ    |
| 6   | Mai Đình Sơn      | "Chắc Ai Đó Sẽ Về" (Sơn Tùng M-TP) "Như Những Phút Ban Đầu" (Tiến Minh)         | Nhạc Nhẹ    |
| 7   | Nguyễn Thị Phương | "Bài Ca Thống Nhất" (Võ Văn Di) "Bến Sông Xưa" (Tuấn Phương)                    | Dân Gian    |

##### Liveshow 3
Phát sóng: 7 tháng 8 năm năm 2015
| STT | Thí sinh             | Bài hát (tác giả) | Phong cách  |
| --- | -------------------- | --- | ----------- |
| 1   | Phùng Quang Hưng     | "Không Thể Và Có Thể" (Phó Đức Phương) "Ly Cà Phê Ban Mê" (Nguyễn Cường)                                                                                       | Nhạc Nhẹ    |
| 2   | Đoàn Phạm Diệu Châu  | "Gọi Tôi Hà Nội" (Trịnh Minh Hiền) "Ngại Ngùng" (Lưu Thiên Hương)                                                                                              | Nhạc Nhẹ    |
| 3   | Jean Hari Arthurr    | "Mẹ Tôi" (Minh Vy) "Còn Thương Rau Đắng Mọc Sau Hè" (Bắc Sơn)                                                                                                  | Dân Gian    |
| 4   | Trần Nguyễn Minh Đức | "Tôi Mơ Một Giấc Mơ" (Nhạc: Claude-Michel Schönberg – Lời Việt: Dương Thụ) (Gốc: I Dreamed a Dream – Les Misérables OST) "Tình Xô Mãi Đời Ta" (Võ Thiện Thanh) | Nhạc Nhẹ    |
| 5   | Nguyễn Thị Tuyết     | "Giữa Mạc Tư Khoa Nghe Câu Hò Ví Dặm" (Nhạc: Trần Hoàn – Thơ: Đỗ Quý Doãn) "Người Con Gái Sông La" (Doãn Nho)                                                  | Dân Gian    |
| 6   | Nguyễn Khắc Hòa      | "Chúng Con Canh Giấc Ngủ Cho Người" (Nguyễn Đăng Nước) "Tìm Em" (Trần Hoàn)                                                                                    | Thính Phòng |
| 7   | Đặng Thị Thu Trang   | "Khoảng Khắc Tuyệt Vời" (Phạm Toàn Thắng) "Anh" (Xuân Phương)                                                                                                  | Nhạc Nhẹ    |

#### Đêm chung kết khu vực
Thời gian: 12 tháng 7 năm năm 2015
Phát sóng: 14 tháng 8 năm năm 2015
Cuối đêm thi này, BTC không công bố thí sinh nào được điểm cao nhất ở mỗi dòng nhạc mà chỉ thông báo danh sách chung những thí sinh được vào vòng Chung kết Toàn quốc.
| STT | Thí sinh               | Bài hát (tác giả)                                      | Phong cách  |
| --- | ---------------------- | ------------------------------------------------------ | ----------- |
| 1   | Ngô Hương Diệp         | "Gọi Anh" (Dương Thụ)                                  | Thính Phòng |
| 2   | Nguyễn Thị Tuyết       | "Trở Về" (Tuấn Phương)                                 | Dân Gian    |
| 3   | Nguyễn Minh Ngọc       | "Nguồn Sáng Trong Tim Tôi" (Đình Bảo)                  | Thính Phòng |
| 4   | Mai Đình Sơn           | "Cảm ơn Tình Yêu Tôi" (Phương Uyên)                    | Nhạc Nhẹ    |
| 5   | Jean Hari Arthurr      | "Bông Điên Điển" (Hà Phương)                           | Dân Gian    |
| 6   | Nguyễn Thị Phương      | "Lời Cỏ May" (Lê An Tuyên)                             | Dân Gian    |
| 7   | Nguyễn Đức Tiến        | "Mỗi Sớm Bình Minh" (Đức Toàn)                         | Nhạc Nhẹ    |
| 8   | Nguyễn Khắc Hòa        | "Gió Lộng Bốn Phương" (Trần Mạng Hùng)                 | Thính Phòng |
| 9   | Lê Tuấn Anh (Anna Lee) | "Tình Yêu Không Quay Về" (Lê Quang)                    | Nhạc Nhẹ    |
| 10  | Lê Văn Đạt             | "Độc Bước" (Trần Trung Đức)                            | Nhạc Nhẹ    |
| 11  | Trần Nguyễn Minh Đức   | "Chuyện Tình" (Nhạc: Anh Quân – Lời: Dương Thụ)        | Nhạc Nhẹ    |
| 12  | Nguyễn Thị Thanh Hương | "Và Em Có Anh" (Nhạc: Nước Ngoài – Lời Việt: Quốc Bảo) | Nhạc Nhẹ    |
| 13  | Đặng Thị Thu Trang     | "Hãy Trả Lời Em" (Tuấn Nghĩa)                          | Nhạc Nhẹ    |
| 14  | Nguyễn Bảo Yến         | "Cảm ơn Mẹ" (Đức Trịnh)                                | Thính Phòng |

## Vòng chung kết toàn quốc
Địa điểm: Trung tâm Hội nghị Quốc tế, Quần thể Du lịch Nghỉ dưỡng Sinh thái FLC Sầm Sơn, Thanh Hóa
Chú giải về màu sắc, kiểu chữ
     – Thí sinh được chọn vào đêm Chung kết Xếp hạng
     – Thí sinh dự thi Phong cách Thính Phòng
     – Thí sinh dự thi Phong cách Dân Gian
     – Thí sinh dự thi Phong cách Nhạc Nhẹ
Thí sinh in đậm là thí sinh có số phiếu bình chọn của khán giả cao nhất ở mỗi đêm thi và nhận được phần thưởng 10 triệu đồng (Đêm thi Chung kết theo Phong cách) hoặc 15 triệu đồng (Đêm thi Chung kết Xếp hạng) từ Tập đoàn FLC, kết quả này không ảnh hưởng đến kết quả của BGK

#### Các thí sinh
| SBD | Thí sinh              | Năm sinh | Khu vực                 | Giải       |
| --- | --------------------- | -------- | ----------------------- | ---------- |
| 01  | Nguyễn Bảo Yến        | 1990     | Châu Âu                 | Quán quân  |
| 02  | Bùi Thị Cẩm Huyền     |          | Miền Trung – Tây Nguyên | TRIỂN VỌNG |
| 03  | Giàng Thị Hoa         | 1989     | Miền Bắc                | KHÔNG      |
| 04  | Trần Thị Bích Ngọc    |          | Miền Trung – Tây Nguyên | GIẢI NHÌ   |
| 05  | Phạm Trung Kiên       | 1992     | Miền Nam                | KHÔNG      |
| 06  | Lê Thị Dung           | 1993     | Miền Bắc                | GIẢI BA    |
| 07  | Phạm Thị Vân Anh      | 1989     | Miền Bắc                | KHÔNG      |
| 08  | Lê Quang Ước          | 1990     | Miền Bắc                | KHÔNG      |
| 09  | Nguyễn Tiến Hưng      | 1992     | Miền Bắc                | GIẢI NHÌ   |
| 10  | Lê Kim Long           | 1990     | Miền Bắc                | KHÔNG      |
| 11  | Nguyễn Thị Thủy       | 1993     | Miền Bắc                | KHÔNG      |
| 12  | Trần Thị Bạch Trà     |          | Miền Trung – Tây Nguyên | KHÔNG      |
| 14  | Bùi Thị Liên          | 1992     | Miền Bắc                | KHÔNG      |
| 15  | Đậu Thanh Tài         |          | Miền Trung – Tây Nguyên | KHÔNG      |
| 16  | Trương Phan Yên Nhiên | 1990     | Miền Nam                | KHÔNG      |
| 17  | Nguyễn Thị Thu Hằng   | 1995     | Miền Bắc                | Quán quân  |
| 18  | Nguyễn Thị Sông Thao  | 1990     | Miền Bắc                | GIẢI BA    |
| 19  | Hoàng Thị Ái Linh     |          | Miền Trung – Tây Nguyên | TRIỂN VỌNG |
| 20  | Nguyễn Thị Phương     | 1991     | Châu Âu                 | KHÔNG      |
| 21  | Jean Hari Arthurr     | 1995     | Châu Âu                 | KHÔNG      |
| 22  | Nguyễn Thị Hồng Duyên | 1992     | Miền Bắc                | GIẢI NHÌ   |
| 23  | Trần Hữu Tuấn         |          | Miền Trung – Tây Nguyên | GIẢI BA    |
| 24  | Bùi Thị Thúy          | 1993     | Miền Nam                | KHÔNG      |
| 25  | Nguyễn Vũ Ngọc Quỳnh  | 1992     | Miền Nam                | KHÔNG      |
| 26  | Nguyễn Thị Liên       |          | Miền Trung – Tây Nguyên | KHÔNG      |
| 27  | Hà Thế Dũng           | 1990     | Miền Nam                | KHÔNG      |
| 28  | Y Jalin Ayun          |          | Miền Trung – Tây Nguyên | KHÔNG      |
| 29  | Mai Thị Diệu Ly       | 1991     | Miền Bắc                | KHÔNG      |
| 30  | Lê Văn Đạt            | 1993     | Châu Âu                 | GIẢI BA    |
| 31  | Trần Ngọc Lâm         | 1990     | Miền Bắc                | KHÔNG      |
| 32  | Hoàng Thị Thủy        |          | Miền Trung – Tây Nguyên | GIẢI NHÌ   |
| 33  | Lê Hồng Phi           | 1994     | Miền Bắc                | TRIỂN VỌNG |
| 34  | Trần Nguyễn Minh Đức  | 1987     | Châu Âu                 | KHÔNG      |
| 35  | Đặng Thị Thu Trang    | 1992     | Châu Âu                 | KHÔNG      |
| 36  | Nguyễn Đức Tiến       |          | Châu Âu                 | GIẢI BA    |
| 37  | Hoàng Thị Hồng Ngọc   | 1992     | Miền Bắc                | Quán quân  |

### Đêm thi phong cách Thính Phòng
Thời gian: 26 tháng 7 năm năm 2015
Trình diễn đặc biệt cuối chương trình
"’O sole mio"
Sáng tác: Eduardo di Capua
Trình bày: Lê Xuân Hảo (Quán quân Thính phòng Sao Mai 2009), Nguyễn Phúc Tiệp (Á quân Thính phòng Sao Mai 2007) và Ngô Văn Đức (Giải Ba Thính phòng Sao Mai 2013)
"Mẹ Yêu Con"
Sáng tác: Nguyễn Văn Tý
Trình bày: Đào Tố Loan (Quán quân Thính phòng Sao Mai 2011) và Đinh Trang (Á quân Thính phòng Sao Mai 2013)

#### Ê-kíp chương trình
- Ban giám khảo:
  - Thiếu tướng – Nhạc sĩ Đức Trịnh, Hiệu trưởng Trường Đại học Văn hóa - Nghệ thuật Quân đội, Phó chủ tịch Hội Nhạc sĩ Việt Nam, Trưởng BGK
  - NSƯT Quốc Hưng, Quyền Trưởng khoa Thanh Nhạc Học viện Âm nhạc Quốc gia Việt Nam, thành viên BGK
  - NSƯT Ánh Tuyết, Trưởng khoa Thanh Nhạc Nhạc viện Thành phố Hồ Chí Minh, thành viên BGK
  - NSƯT Ngọc Lan, Phó Chủ nhiệm khoa Thanh Nhạc Học viện Âm nhạc Quốc gia Việt Nam, thành viên BGK
  - Nhạc sĩ Lương Minh, Ủy viên BCH Hội Nhạc sĩ Việt Nam, Phó Trưởng ban Văn nghệ Đài Truyền hình Việt Nam, thành viên BGK
- Nhạc sĩ Dương Cầm, ban nhạc Background và dàn nhạc Thính phòng Hà Nội Mới
- Dẫn chương trình: Danh Tùng – Thùy Linh

#### Các phần dự thi
| STT | Thí sinh           | Bài hát (tác giả)                                                                                         |
| --- | ------------------ | --- |
| 1   | Giàng Thị Hoa      | "Miền Xa Thẳm" (Đức Trịnh)                                                                                |
| 2   | Phạm Trung Kiên    | "Bà Mẹ Gạc Ma" (Phạm Minh Tuấn)                                                                           |
| 3   | Bùi Thị Cẩm Huyền  | "Chim PongKle" (Nhật Lai)                                                                                 |
| 4   | Nguyễn Tiến Hưng*  | "Sông Lô" (Văn Cao)                                                                                       |
| 5   | Trần Thị Bích Ngọc | "Tiếng Chim Họa Mi Hót Trên Đỉnh Phan Xi Păng" (Lưu Hà An)                                                |
| 6   | Lê Kim Long        | "Đàn Chim Việt" (Văn Cao)                                                                                 |
| 7   | Nguyễn Bảo Yến     | "Khúc Hát Đêm Nay" (Sáng tác: J. Strauss – Lời Việt: Trịnh Minh Hiền) (Trích đoạn vở Nhạc kịch "Con Dơi") |
| 8   | Lê Quang Ước       | "Những Ánh Sao Đêm" (Phan Huỳnh Điểu)                                                                     |
| 9   | Phạm Thị Vân Anh   | "Bên Thềm Chim Én Bay" (Sáng tác: Eva Dell'Acqua – Lời Việt: Nam Anh)                                     |
| 10  | Lê Thị Dung        | "The Blue Danube (Sông Danube Xanh)" (Sáng tác: Johann Strauss II – Lời Việt: Phạm Duy)                   |

* Thí sinh Nguyễn Tiến Hưng nhận được 2720 bình chọn trên tổng số 9917 tin nhắn hợp lệ.

### Đêm thi phong cách Dân Gian
Thời gian: 1 tháng 8 năm năm 2015
Trình diễn đặc biệt cuối chương trình
"Đào Liễu" (Dân ca Bắc Bộ)
Trình bày: Tân Nhàn (Quán quân Dân Gian Sao Mai 2005)
"Rặng Trâm Bầu"
Sáng tác: Thái Cơ
Trình bày: Đăng Thuật (Á quân Dân Gian Sao Mai 2007) và Nguyệt Anh (Quán quân Dân Gian Sao Mai 2011)

#### Ê-kíp chương trình
- Ban giám khảo:
  - Nhạc sĩ Tuấn Phương, Phó Trưởng ban Văn nghệ Đài Truyền hình Việt Nam, Phó Trưởng BTC Sao Mai 2015, Trưởng BGK
  - Nhạc sĩ – NSƯT Trọng Đài, GĐ Hệ Âm nhạc Thông tin Giải trí VOV3 Đài Tiếng nói Việt Nam, thành viên BGK
  - Nhạc sĩ – NSƯT Quang Vinh, GĐ Nhà hát Ca múa nhạc Việt Nam, thành viên BGK
  - Ca sĩ Anh Thơ, thành viên BGK
  - Ca sĩ Trọng Tấn, thành viên BGK
- Nhạc sĩ Dương Cầm, ban nhạc Background và dàn nhạc dân tộc Tre Việt
- Dẫn chương trình: Mỹ Lan – Danh Tùng

#### Các phần dự thi
| STT | Thí sinh              | Bài hát (tác giả)                                      |
| --- | --------------------- | ------------------------------------------------------ |
| 1   | Trương Phan Yên Nhiên | "Bài Ca Thống Nhất" (Võ Văn Di)                        |
| 2   | Trần Hữu Tuấn         | "Tiếng Việt" (Nhạc: Nguyễn Lê Tâm – Thơ: Lưu Quang Vũ) |
| 3   | Nguyễn Thị Phương     | "Chốn Quê" (Nhạc: Quốc Nam – Thơ: Lê Văn & Quốc Nam)   |
| 4   | Nguyễn Thị Hồng Duyên | "Cũng Một Con Đò" (Phó Đức Phương & Huỳnh Tú)          |
| 5   | Nguyễn Thị Sông Thao* | "Đêm Ả Đào" (Phú Quang)                                |
| 6   | Đậu Thanh Tài         | "Cao Dao Em Và Tôi" (An Thuyên)                        |
| 7   | Nguyễn Thị Thủy       | "Cung Đàn Thúy Kiều" (Ngọc Thịnh)                      |
| 8   | Jean Hari Arthurr     | "Gợi Nhớ Quê Hương" (Thanh Sơn)                        |
| 9   | Trần Thị Bạch Trà     | "Yếm Thắm Đưa Chàng Về Dinh" (Hoàng Chiến)             |
| 10  | Nguyễn Thị Thu Hằng   | "Gọi Anh" (Phó Đức Phương)                             |
| 11  | Hoàng Thị Ái Linh     | "Sông Ơi Đừng Chảy" (Nguyễn Vĩnh Tiến)                 |
| 12  | Bùi Thị Thúy          | "Đợi" (Nhạc: Huy Thục – Thơ: Vũ Quần Phương)           |
| 13  | Bùi Thị Liên          | "Giã Bạn Đêm Trăng" (Nguyễn Việt Bình)                 |

* Thí sinh Nguyễn Thị Sông Thao nhận được 2260 bình chọn trên tổng số 22863 tin nhắn hợp lệ.

### Đêm thi phong cách Nhạc Nhẹ
Thời gian: 8 tháng 8 năm năm 2015
Trình diễn đặc biệt cuối chương trình
"Sao Trong Đêm"
Sáng tác: Dương Cầm
Trình bày: Phương Anh (Top 5 Sao Mai điểm hẹn 2004)
"Nhìn Lại"
Sáng tác: Thành Thịnh
Trình bày: Lê Việt Anh (Giải Nhì Nhạc nhẹ Sao Mai 2011 và Giải Khán giả yêu thích nhất Sao Mai điểm hẹn 2012) và Đông Hùng (Giải Ca sĩ Triển vọng Sao Mai điểm hẹn 2012)

#### Ê-kíp chương trình
- Ban giám khảo:
  - Nhạc sĩ Lê Minh Sơn, Trưởng BGK
  - Ca sĩ Tùng Dương, thành viên BGK
  - Nhạc sĩ Giáng Son, thành viên BGK
  - Ca sĩ – NSƯT Tấn Minh, PGĐ phụ trách Nhà hát Ca múa nhạc Thăng Long, thành viên BGK
  - Nhạc sĩ Xuân Phương, Trưởng khoa Âm nhạc Trường Đại học Văn hóa - Nghệ thuật Quân đội, thành viên BGK
- Nhạc sĩ Dương Cầm, ban nhạc Background và nhóm bè VK
- Dẫn chương trình: Danh Tùng – Thùy Linh

#### Các phần dự thi
| STT | Thí sinh             | Bài hát (tác giả)                                             |
| --- | -------------------- | ------------------------------------------------------------- |
| 1   | Hoàng Thị Hồng Ngọc  | "Sóng Ngang" (Lê Minh Sơn)                                    |
| 2   | Nguyễn Đức Tiến*     | "Về Nghe Gió Kể" (Hoàng Anh Minh)                             |
| 3   | Hoàng Thị Thủy       | "Và Em Có Anh" (Nhạc: Nước Ngoài – Lời Việt: Quốc Bảo)        |
| 4   | Hà Thế Dũng          | "Đông" (Vũ Cát Tường)                                         |
| 5   | Trần Nguyễn Minh Đức | "Họa Mi Hót Trong Mưa" (Dương Thụ)                            |
| 6   | Mai Thị Diệu Ly      | "Những Ngày Yêu Như Mơ" (Tăng Nhật Tuệ)                       |
| 7   | Y Jalin Ayun         | "Ơi M'Drak" (Nguyễn Cường)                                    |
| 8   | Đặng Thị Thu Trang   | "Một Ngày Mới" (Huy Tuấn)                                     |
| 9   | Lê Hồng Phi          | "Con Cò" (Lưu Hà An)                                          |
| 10  | Lê Văn Đạt           | "Sáng Chủ Nhật" (Trương Nam Phong)                            |
| 11  | Nguyễn Thị Liên      | "Cướp Vợ – Tục Lệ Người H'Mông" (Trần Thắng & Trần Tuấn Long) |
| 12  | Trần Ngọc Lâm        | "Lửa" (Khắc Hưng)                                             |
| 13  | Nguyễn Vũ Ngọc Quỳnh | "Bang Bang Boom Boom" (Nhạc: Beth Hart – Lời Việt: Quốc Bảo)  |

* Thí sinh Nguyễn Đức Tiến nhận được 1486 bình chọn trên tổng số 7584 tin nhắn hợp lệ.

### Đêm chung kết xếp hạng và trao giải
Thời gian: 15 tháng 8 năm năm 2015
Trình diễn đặc biệt cuối chương trình
"Vivo Per Lei"
Sáng tác: Manzani – Mengalli – Zelli
Trình bày: Nguyễn Ngọc Anh (Giải Nhì Nhạc nhẹ Sao Mai 2005 và Top 5 Sao Mai điểm hẹn 2006) và Hoàng Hải (Giải Nhất Sao Mai điểm hẹn 2006 do Khán giả bình chọn)
"Giấc Mơ Dai Dẳng"
Sáng tác: Nguyễn Vĩnh Tiến
Trình bày: Ngọc Khuê (Giải Nhì Dân gian Sao Mai 2003)
"Đôi Cánh Mùa Xuân"
Nhạc: Nước Ngoài – Lời Việt: Trịnh Minh Hiền
Trình bày: NSƯT Hồng Vy (Giải Nhì Thính phòng Sao Mai 2001) và Dương Hoàng Yến (Thí sinh Sao Mai điểm hẹn 2008)

#### Ê-kíp chương trình
- Ban giám khảo:
  - Thiếu tướng – Nhạc sĩ Đức Trịnh, Hiệu trưởng Trường Đại học Văn hóa - Nghệ thuật Quân đội, Phó chủ tịch Hội Nhạc sĩ Việt Nam, Trưởng BGK
  - Nhạc sĩ – NSƯT Quang Vinh, GĐ Nhà hát Ca múa nhạc Việt Nam, thành viên BGK
  - Nhạc sĩ Giáng Son, thành viên BGK
  - NSƯT Quốc Hưng, Quyền Trưởng khoa Thanh Nhạc Học viện Âm nhạc Quốc gia Việt Nam, thành viên BGK
  - Ca sĩ Phương Nga, Quán quân Phong cách Thính phòng Sao Mai 2001, Phó Trưởng Khoa Thanh nhạc Học viện Âm nhạc Quốc gia Việt Nam, thành viên BGK
  - Ca sĩ – NSƯT Tấn Minh, PGĐ phụ trách Nhà hát Ca múa nhạc Thăng Long, thành viên BGK
  - Ca sĩ Phương Thảo, Giải Ba Phong cách Dân gian và Giải Khán giả yêu thích nhất Sao Mai 2003, thành viên BGK
  - Ca sĩ Tùng Dương, thành viên BGK
  - Nhạc sĩ Tuấn Phương, Phó Trưởng ban Văn nghệ Đài Truyền hình Việt Nam, Phó Trưởng BTC Sao Mai 2015, thành viên BGK
- Nhạc sĩ Dương Cầm, ban nhạc Background, dàn nhạc Thính phòng Sao Mai, dàn nhạc dân tộc Tre Việt và nhóm bè VK
- Dẫn chương trình: Mỹ Lan – Danh Tùng – Thùy Linh

#### Các phần dự thi
| STT | Thí sinh                                     | Bài hát (tác giả)                                                        | Phong cách  |
| --- | -------------------------------------------- | ------------------------------------------------------------------------ | ----------- |
| 1   | Lê Thị Dung*                                 | "Cô Gái Vót Chông" (Nhạc: Hoàng Hiệp – Thơ: Mô Lô Y Choi)                | Thính Phòng |
| 2   | Trần Thị Bích Ngọc                           | "Khúc Hát Nàng Solveig" (Nhạc: Edvard Grieg – Lời Việt: Mai Kiên)        | Thính Phòng |
| 3   | Nguyễn Tiến Hưng                             | "Chào Sông Mã Anh Hùng" (Xuân Giao)                                      | Thính Phòng |
| 4   | Nguyễn Bảo Yến                               | "Chim Họa Mi" (Nhạc: Alexander Alyabyev – Lời Việt: Trịnh Minh Hiền)     | Thính Phòng |
| 5   | Lê Thị Dung & Trần Thị Bích Ngọc             | "Ô Mê Ly" (Văn Phụng & Văn Khôi)                                         | Thính Phòng |
| 6   | Nguyễn Tiến Hưng & Nguyễn Bảo Yến            | "Time To Say Goodbye" (Nhạc: Francesco Sartori – Lời: Lucio Quarantotto) | Thính Phòng |
| 7   | Nguyễn Thị Thu Hằng                          | "Vọng Quốc" (Huỳnh Tú)                                                   | Dân Gian    |
| 8   | Nguyễn Thị Sông Thao                         | "Tình Làng Quê" (An Thuyên)                                              | Dân Gian    |
| 9   | Trần Hữu Tuấn                                | "Khúc Hát Sông Quê" (Nhạc: Nguyễn Trọng Tạo – Thơ: Lê Huy Mậu)           | Dân Gian    |
| 10  | Nguyễn Thị Hồng Duyên                        | "Tự Khúc" (Nhạc: Tuấn Phương – Lời: Thơ cổ)                              | Dân Gian    |
| 11  | Trần Hữu Tuấn & Nguyễn Thị Thu Hằng          | "Gặp nhau Giữa Rừng Mơ" (Bảo Chung)                                      | Dân Gian    |
| 12  | Nguyễn Thị Sông Thao & Nguyễn Thị Hồng Duyên | "Bèo Dạt Mây Trôi" (Dân ca đồng bằng Bắc Bộ)                             | Dân Gian    |
| 13  | Hoàng Thị Thủy                               | "Trả Lại Cho Em" (Dương Cầm)                                             | Nhạc Nhẹ    |
| 14  | Nguyễn Đức Tiến                              | "Một Mình" (Trần Tiến)                                                   | Nhạc Nhẹ    |
| 15  | Hoàng Thị Hồng Ngọc                          | "Đã Hơn Một Lần" (Tăng Nhật Tuệ & Hải Yến)                               | Nhạc Nhẹ    |
| 16  | Lê Văn Đạt                                   | "That's Ok" (FB Boiz)                                                    | Nhạc Nhẹ    |
| 17  | Hoàng Thị Thủy & Nguyễn Đức Tiến             | "Biển Và Ánh Trăng" (Dương Cầm)                                          | Nhạc Nhẹ    |
| 18  | Hoàng Thị Hồng Ngọc & Lê Văn Đạt             | "Chuyện Tình" (Anh Quân)                                                 | Nhạc Nhẹ    |

* Thí sinh Lê Thị Dung nhận được 5001 bình chọn trên tổng số 23196 tin nhắn hợp lệ.

## Kết quả chung cuộc và các giải thưởng
Chú giải về màu sắc
     – Thí sinh khu vực Miền Bắc
     – Thí sinh khu vực Miền Trung – Tây Nguyên
     – Thí sinh khu vực Châu Âu
| Phong cách  | Quán quân (50 triệu đồng) | Á Quân (30 triệu đồng/thí sinh) | Á Quân (30 triệu đồng/thí sinh) | Giải Ba (20 triệu đồng/thí sinh) | Giải Ba (20 triệu đồng/thí sinh) | Triển Vọng (15 triệu đồng) |
| ----------- | ------------------------- | ------------------------------- | ------------------------------- | -------------------------------- | -------------------------------- | -------------------------- |
| Thính Phòng | Nguyễn Bảo Yến            | Trần Thị Bích Ngọc              | Nguyễn Tiến Hưng                | Lê Thị Dung                      | Lê Thị Dung                      | Bùi Thị Cẩm Huyền          |
| Dân Gian    | Nguyễn Thị Thu Hằng       | Nguyễn Thị Hồng Duyên           | Nguyễn Thị Hồng Duyên           | Trần Hữu Tuấn                    | Nguyễn Thị Sông Thao             | Hoàng Thị Ái Linh          |
| Nhạc Nhẹ    | Hoàng Thị Hồng Ngọc       | Hoàng Thị Thủy                  | Hoàng Thị Thủy                  | Lê Văn Đạt                       | Nguyễn Đức Tiến                  | Lê Hồng Phi                |

Các thí sinh được tuyển thẳng vào đào tạo chuyên ngành Thanh nhạc tại Trường Đại học Văn hóa - Nghệ thuật Quân đội:
Trần Thị Bích Ngọc, Chung kết Xếp hạng Phong cách Thính Phòng
Hoàng Thị Thủy, Chung kết Xếp hạng Phong cách Nhạc nhẹ
Lê Hồng Phi, Top 13 Chung kết Toàn quốc Phong cách Nhạc nhẹ
Lê Quang Ước, Top 10 Chung kết Toàn quốc Phong cách Thính phòng
Bùi Thị Cẩm Huyền, Top 10 Chung kết Toàn quốc Phong cách Thính phòng
Thí sinh Đặng Thị Thu Trang, Top 13 Chung kết Toàn quốc Phong cách Nhạc nhẹ, được Trường ĐHVHNTQĐ trao học bổng 2 năm đặc cách chuyên môn.
Với mong muốn gìn giữ và phát huy âm nhạc truyền thống trong cộng đồng người Việt ở nước ngoài, BTC đã quyết định trao tặng bằng khen cho thí sinh Châu Âu trình diễn ca khúc mang phong cách Dân gian ấn tượng cho thí sinh Nguyễn Thị Phương (đến từ Nga).
Phần thưởng (trị giá 10 triệu đồng) của Ban Truyền hình tính Dân tộc của Đài THVN dành cho các thí sinh người dân tộc đã có mặt trong VCK Toàn quốc đã thuộc về thí sinh Giàng Thị Hoa (dân tộc H'Mông) và thí sinh Y Jalin Ayun (dân tộc Ê Đê).